# 954.
◄ | 9. stoljeće | 10. stoljeće | 11. stoljeće | ►
◄ | 920-ih | 930-ih | 940-ih | 950-ih | 960-ih | 970-ih | 980-ih | ►
◄◄ | ◄ | 951. | 952. | 953. | 954. | 955. | 956. | 957. | ► | ►►
Astronomija • Knjige • Književnost • Kršćanstvo • Pravo • Promet

## Događaji
- Poginuo posljednji vikinški vladar u Yorku, Erik Krvava Sjekira

## Smrti
- 25. siječnja - Ašot II. od Taoa, knez Tao-Klardžetije
- Erik Krvava Sjekira, posljednji vikinški vladar u Yorku

## Vanjske poveznice
|  | Zajednički poslužitelj ima još gradiva o temi 954. |